# Islam in Oost-Timor
De islam is een minderheidsreligie in Oost-Timor. In de volkstelling van 2022 werden er 3.202 moslims in Oost-Timor geregistreerd, hetgeen 0,26 % van de Oost-Timorese bevolking was. Het Pew Research Center schatte het aantal moslims in 2009 echter op 43.000 personen, oftewel 3,8% van de bevolking. Het overgrote deel van de moslims in Oost-Timor is van soennitische strekking.

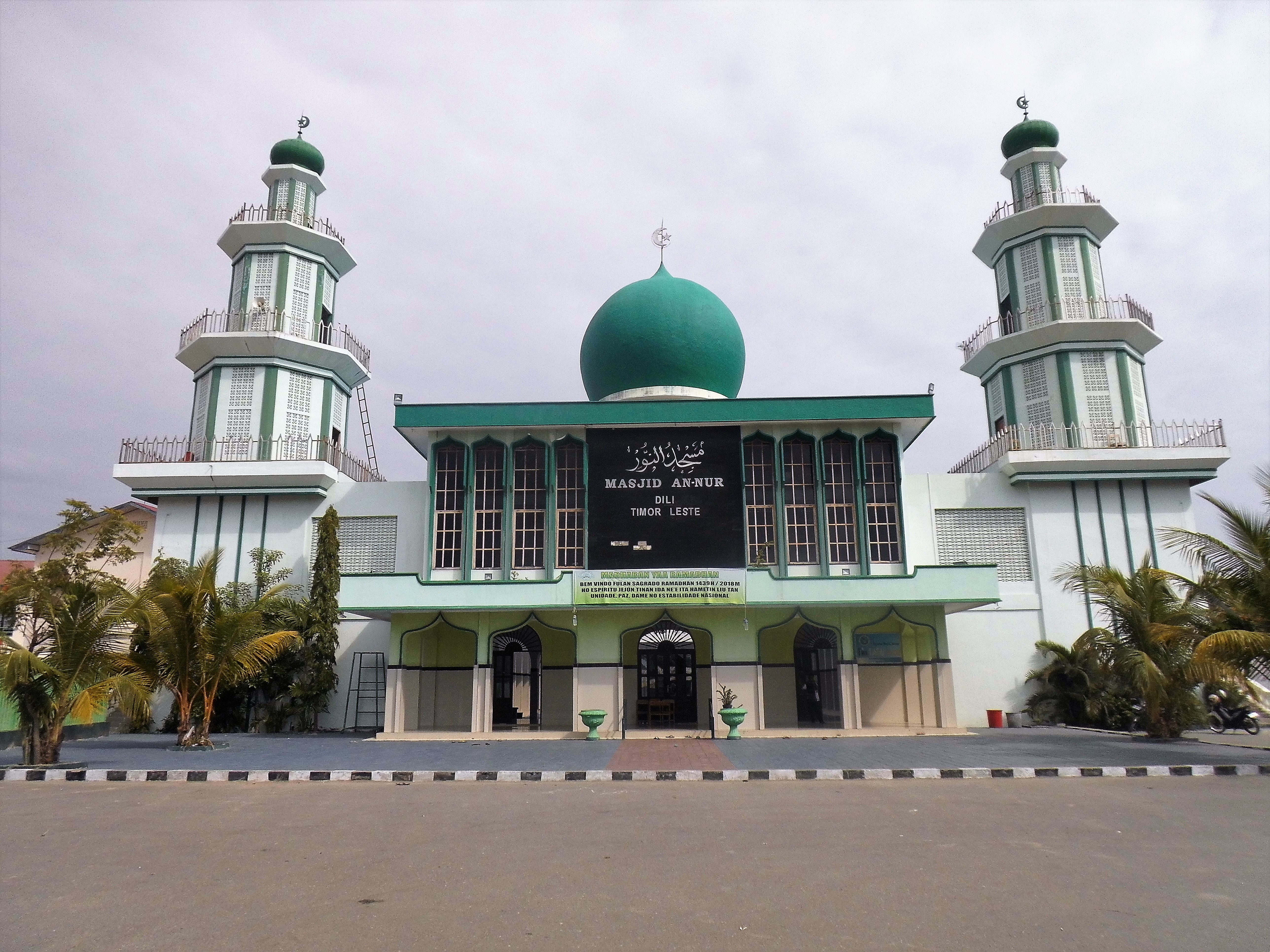
De Annur-moskee in Dili

De in 1981 gebouwde Annur-moskee in Dili is de grootste moskee in Oost-Timor. Deze moskee werd in december 2002 in brand gestoken door demonstranten die protesteerden tegen de toenmalige premier Alkatiri, die moslim is en Arabische voorouders heeft. Ook na de parlementsverkiezingen in 2012 probeerden demonstranten deze moskee te vernielen; uiteindelijk werden 16 van hen gearresteerd door de politie.

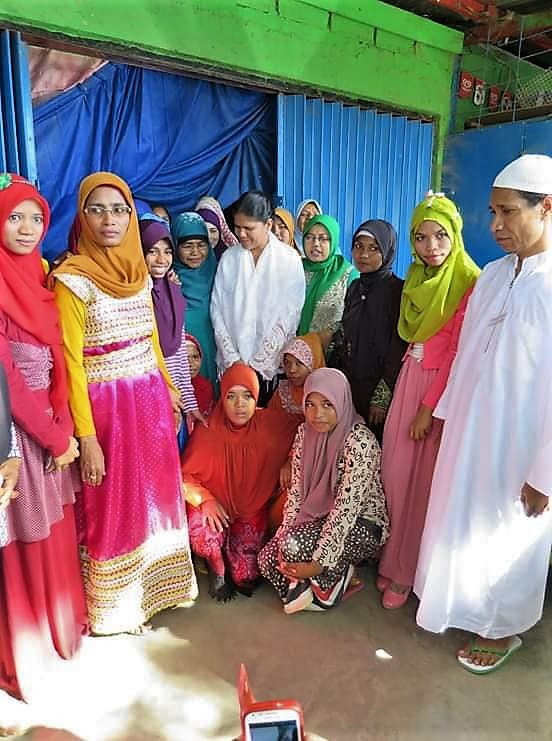
Moslims in Oost-Timor vieren Eid ul fitr (2019)

## Verspreiding
In de volkstelling van 2015 werden er 2.824 moslims in Oost-Timor geregistreerd, hetgeen 0,24 % van de Oost-Timorese bevolking was. Meer dan de helft van de moslims in Oost-Timor woont in het district Dili, waar ze 0,67 % van de bevolking vormen. In alle overige districten vormen moslims minder dan 0,5 % van de bevolking.
|    | District      | Bevolking (2015) | Moslims | %    |
| -- | ------------- | ---------------- | ------- | ---- |
| 1  | Lautém        | 64.135           | 236     | 0,37 |
| 2  | Baucau        | 124.061          | 258     | 0,21 |
| 3  | Viqueque      | 77.402           | 212     | 0,27 |
| 4  | Manatuto      | 45.541           | 34      | 0,07 |
| 5  | Dili          | 252.884          | 1.695   | 0,67 |
| 6  | Aileu         | 48.554           | 17      | 0,04 |
| 7  | Manufahi      | 52.246           | 113     | 0,25 |
| 8  | Liquiçá       | 73.027           | 106     | 0,15 |
| 9  | Ermera        | 127.283          | 23      | 0,02 |
| 10 | Ainaro        | 66.397           | 15      | 0,02 |
| 11 | Bobonaro      | 98.932           | 74      | 0,07 |
| 12 | Covalima      | 64.550           | 34      | 0,05 |
| 13 | Oecusse (SAR) | 72.230           | 16      | 0,02 |
|    | Oost-Timor    | 1.179.654        | 2.824   | 0,24 |

In 2022 werden 3.202 moslims geregistreerd in het land - een toename van 13,38% ten opzichte van 2015.

## Organisatie
Oost-Timor telt een aantal islamitische organisaties, waaronder de Konsellu Nasionál Izlámiku Timor-Leste met Pascoal Sidik Lemorai als voorzitter, de Konsellu Nasionál Islamika Timor-Leste (voorzitter: Arif Abdullah Sagran) en de Konsellu Superiór Musulmanu Timor-Leste (voorzitter: Boaventura da Silva).

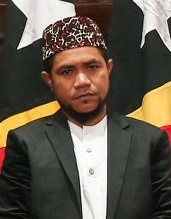
Pascoal Sidik Lemorai (2020)
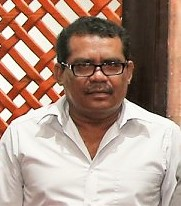
Arif Abdullah Sagran (2020)
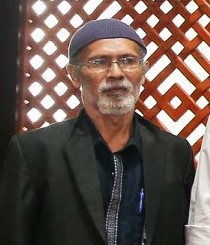
Boaventura da Silva (2020)